# Night at the Museum: Secret of the Tomb
Night at the Museum: Secret of the Tomb és una pel·lícula estatunidenca del 2014 d'aventures i comèdia. És la seqüela de Night at the Museum: Battle of the Smithsonian. S'ha subtitulat al català.

## Argument
En Larry Daley, el guàrdia del Museu d'Història Natural de Nova York, està ben fastiguejat. De fet, la taula màgica que fa viure els objectes inanimats durant la nit pateix una mena de corrosió. Tots els seus amics nocturns estan en perill. S'informa a partir del faraó Ahkmenrah, però ell li diu que només el seu pare coneix el secret de l'artefacte màgic. De camí cap al British Museum de Londres, on es conserven les mòmies parentals, l'acompanya el seu fill, però també el president Roosevelt, la squaw Sacajawea, Atil·la, Jedediah i Octavius, Ahkmenrah, Laaa el neandertal, així com el mico Dexter.